# Pterostichus pensylvanicus
Pterostichus pensylvanicus är en skalbaggsart som beskrevs av Leconte 1873. Pterostichus pensylvanicus ingår i släktet Pterostichus och familjen jordlöpare. Inga underarter finns listade i Catalogue of Life.